# Grifflenberg (Quartier)
Das Wuppertaler Wohnquartier Grifflenberg ist eines von sechs Quartieren des Stadtbezirks Elberfeld. Namensgebend für das Wohnquartier ist die Erhebung Grifflenberg.

## Geographie
Das 4,45 km² große Wohnquartier grenzt im Nordosten am Lauf des Bendahler Bach an das Wohnquartier Hesselnberg, das zum Stadtbezirk Barmen gehört. Im Osten grenzt das Gebiet am Lauf des Bendahler und des Böhler Bachs an das Barmer Quartier Lichtenplatz und im Südosten an das Ronsdorfer Quartier Ronsdorf-Mitte/Nord, hier bildet der Bach Gelpe die Quartiersgrenze. Im Süden von Grifflenberg grenzt das Cronenberger Wohnquartier Hahnerberg und im Südwesten an Küllenhahn, hier bildet der Jung-Stilling-Weg die Grenze. Im Westen grenzt Grifflenberg an das Elberfelder Wohnquartier Friedrichsberg an, wobei hier ein Teil der Cronenberger Straße die Grenze darstellt. Im Norden, getrennt durch die Südstraße, folgt das Wohnquartier Südstadt.
Als besondere Bauwerke und Einrichtungen befinden sich im Wohnquartier die Bergische Universität Wuppertal und die Uni-Halle.
Zu den Ortslagen und Wohnplätzen zählen Böhler Hof, Cleefkothen, Distelbeck, Funkloch, Freudenberg, Friedenshain, Hatzenbeck, Osterberg, Sandhof, Vorm Eichholz, Wolfshahn. Abgegangen und überbaut sind Im Ostersiepen, Üllenberg und Vor dem Holz.